# ماميلودي صن داونز للسيدات
نادي ماميلودي صن داونز للسيدات لكرة القدم (بالإنكليزية: Mamelodi Sundowns Ladies Football Club) هو نادي لكرة القدم للسيدات يقع في بريتوريا،جنوب أفريقيا، يشارك في دوري جنوب أفريقيا للسيدات. فاز النادي بخمس ألقاب دوري، ولقبين قاريين دوري أبطال إفريقيا للسيدات.